# Portrety
Portrety – polski zespół folk rockowy założony na początku 1970 roku przez Janusza Kępskiego (ex-Partita).

## Historia
Formacja działała przy Klubie Piosenki ZAKR. Zadebiutowała w Telewizyjnej Giełdzie Piosenki, wykonując piosenkę Kiedy świece płoną. W skład grupy wchodzili: Eliza Grochowiecka (śpiew), Jolanta Marciniak (śpiew), Tomasz Andrzejewski (śpiew), Daniel Kłosek (ex-Klub Pickwicka; śpiew), Tomasz Szachowski (ex-Klub Pickwicka; organy, pianino, gitara), Janusz Kępski (organy, pianino), Tadeusz Kłoczewiak (ex-Klub Pickwicka; gitara basowa) i Aleksander Jedynecki (ex-Klub Pickwicka; perkusja). W późniejszym okresie dołączyła Elżbieta Igras (ex-Quorum). Z zespołem współpracował Zbigniew Hołdys, kompozytor utworu O tobie, jesieni i innych rzeczach. Grupa ma na swoim koncie nagrania radiowe i płytowe, nawiązujące brzmieniowo do dokonań The Mamas & the Papas. Portrety wystąpiły na pozakonkursowych imprezach w ramach festiwali w Opolu, Sopocie i Kołobrzegu. Zespół został rozwiązany w 1971 roku. Większość członków grupy kontynuowała kariery w innych formacjach: E. Grochowiecka stała się jednym z filarów duetu Andrzej i Eliza, J. Marciniak współpracowała z Partitą, D. Kłosek znalazł się w Wagantach. Instrumentaliści Portretów udzielali się w zespołach: Dylemat (T. Szachowski), zesp. Stana Borysa (T. Kłoczewiak), Safari (A. Jedynecki) natomiast J. Kępski został kierownikiem Filipinek.

## Dyskografia

### Kompilacje
- 1970 – Telewizyjna Giełda Piosenki (7): Kiedy świece płoną (EP, Muza N-0595)
- 1970 – Discorama: Król Thule (LP, Pronit XL/SXL 0673)[1]
- 1971 – Discorama 2: O tobie, jesieni i innych rzeczach / Obraz twój (LP, Pronit XL/SXL 0766)[2]
- 2007 – Discorama (Polskie Radio) (reedycja)[3]

### Single i Czwórki
- 1970 – Portret: Portret / Opowiadał mi wiatr / Kiedy świece płoną / Nie bój się nocy (EP, Muza N-0609)
- 1970 – Posłuchaj, biegnie ulicami / Król Thule (SP, Muza SP-349)
- 1971 – O tobie, jesieni i innych rzeczach / Dobra miłość (SP, Muza SP-362)

### Pocztówki dźwiękowe
- 1970 – Król Thule (Pocztówka, Ruch R-0222)
- 1971 – O tobie, jesieni i innych rzeczach (Pocztówka, Ruch R-0249)

### Nagrania radiowe
- 1970: Nie bój się nocy, Kiedy świece płoną
- 1971: Obraz twój (voc. D. Kłosek), Dobra miłość (voc. J. Marciniak i E. Grochowiecka), O tobie, jesieni i innych rzeczach (voc. J. Marciniak i E. Grochowiecka)